# Alessandro Riario
Alessandro Riario (né à Bologne, alors dans les États pontificaux, le 3 décembre 1543, et mort à Rome le 18 juillet 1585) est un cardinal italien du XVIe siècle.
D'autres cardinaux de sa famille sont Pietro Riario (1471), Raffaele Sansoni Riario (1477), Tommaso Riario Sforza (1823) et Sisto Riario Sforza (1846).

## Biographie
Alessandro Riario obtient un doctorat in utroque jure à l'université de Bologne en 1563. Il est protonotaire apostolique et référendaire au Tribunal suprême de la Signature apostolique. Il est prélat domestique de Pie IV entre 1559 et 1565, secrétaire apostolique en 1562, puis auditeur général de la Chambre apostolique de 1565 à 1578.
Il est élu patriarche titulaire d'Alexandrie en 1570. En 1571, il accompagne le cardinal Michele Bonelli lors de sa légation auprès des rois d'Espagne, de Portugal et de France pour les encourager à se liguer contre le Turc.
Le pape Grégoire XIII le crée cardinal lors du consistoire du 21 février 1578. Avec le cardinal Francesco Crasso, il est chargé de la réforme des offices de la Curie romaine. Il fait différentes missions de légation en Espagne, Portugal ou Ombrie. En 1581, il est nommé préfet du Tribunal suprême de la Signature apostolique. Le cardinal Riario participe au conclave de 1585 (élection de Sixte V).